# Костенко, Михаил Полиевктович
Михаил Полие́вктович Косте́нко (16 [28] декабря 1889, Вейделевка, Воронежская губерния — 18 декабря 1976, Ленинград) — советский электротехник, специалист по электрическим машинам, электрической тяге на переменном токе, моделированию энергосистем
. Академик АН СССР. Герой Социалистического Труда. Лауреат Ленинской премии.

## Биография
Родился 16 (28) декабря 1889 года в селе Вейделевка (ныне — Белгородская область) в семье земского врача Полиевкта Ивановича Костенко и дочери помещика Кузнецова. Его старший брат Владимир — инженер-кораблестроитель.
В 1907 году после окончания белгородской гимназии и экзамена на аттестат зрелости при харьковской гимназии поступил на естественный факультет Петербургского университета, но уже через год перешёл в Электротехнический институт. В 1910—1913 годах отбывал ссылку в Чердынском уезде Пермской губернии, где работал монтёром телефонной сети. После возвращения в Санкт-Петербург поступил вольнослушателем на электромеханический факультет Петербургского политехнического института, который окончил в 1918 году.
После окончания института прошёл подготовку к преподавательской и научно-исследовательской деятельности и в 1920 году был избран преподавателем-лаборантом кафедры электрических машин института. В это время занимался созданием коллекторного компенсированного генератора нового типа — переменной частоты, с постоянной скоростью вращения ротора. В 1922—1924 годах, находясь в командировке в Англии, во время которой занимался приёмкой оборудования для советских электромеханических заводов, совместно с П. Л. Капицей разработал конструкцию первого в мире ударного генератора.
После возвращения в СССР работал в ЛПИ, где в 1927 году был утверждён доцентом, а в 1930 году — профессором и заведующим кафедрой электрических машин. Одновременно с этим Костенко работал на заводе «Электросила» имени С. М. Кирова, где под его руководством были проведены исследования работы асинхронных двигателей при переменной частоте питающей сети, разработаны методы расчёта двухклеточного асинхронного двигателя, был одним из создателей новой серии турбогенераторов, автором теории «всеобщего трансформатора» — фундамента анализа работы вращающихся машин переменного тока.
В 1935—1936 годах работал на Харьковском электромеханическом заводе в должности шеф-электрика.
В 1936 году, после возвращения в Ленинград, был избран деканом электромеханического факультета ЛПИ имени М. И. Калинина. В 1937 году Костенко присуждается учёная степень доктора технических наук по совокупности его научных трудов. Особое значение имел проведенные им в это время исследования по теории параметров и режимов синхронных машин. Он провёл подробный анализ физических явлений в контурах синхронной машины, сопровождающих внезапное короткое замыкание, дал математическую интерпретацию процессов в синхронной машине при внезапном трёхфазном коротком замыкании, впервые предложил понятие сверхпереходного индуктивного сопротивления. Эти работы позволили дать чёткое определение электромагнитных параметров — сверхпереходного, переходного и синхронного — реактивных сопротивлений синхронной машины, а также постоянных времени затухания составляющих токов в контурах статора и ротора синхронной машины при внезапном коротком замыкании.
В 1939 году Михаил Полиевктович Костенко был избран членом-корреспондентом АН СССР и начал работать в комиссии Отделения технических наук по выбору системы тока для электрификации железных дорог. В 1939—1950 годах — заведующий лабораторией ЭНИНАН имени Г. М. Кржижановского.
Во время Великой Отечественной войны, находясь в эвакуации в Ташкенте, Костенко работал в Среднеазиатском индустриальном институте.
В 1951 году по его инициативе был создан ВНИИ электромашиностроения.
В 1951—1955 годы Костенко заведовал Ленинградским отделением института автоматики и телемеханики АН СССР, в 1955—1966 — директор института электромеханики АН СССР (Ленинград).
В 1957—1963 член Президиума АН СССР. Депутат ВС СССР 5-го созыва (1958—1962).
Умер 18 декабря 1976 года. Похоронен в Ленинграде на Богословском кладбище (Аллея Героев).

### Семья
- брат — инженер-кораблестроитель, один из организаторов судостроения в СССР Владимир Полиевктович Костенко.
- дочь — художница Елена Михайловна Костенко.

## Награды и премии
- Герой Социалистического Труда (31.12.1969)
- Ленинская премия (1958) — за создание электродинамических моделей для практических исследований мощных энергосистем, сверхдальних ЛЭП, энергоустановок и аппаратуры электрических станций
- Сталинская премия третьей степени (1949) — за разработку конструкции и освоение производства электрических машин
- Сталинская премия второй степени (1951) — за монографию «Электрические машины» (1949)
- четыре ордена Ленина (19.09.1953; 21.06.1957; 31.12.1969; 17.09.1975)
- два ордена Трудового Красного Знамени (04.11.1944; 10.06.1945)
- медали
- заслуженный деятель науки и техники Узбекской ССР

## Вклад
Внёс вклад в развитие теории электротехники и электроэнергетики. Автор более 200 опубликованных научных трудов и изобретений, среди них — 7 крупных монографий и 25 патентов на изобретения.
За время руководства кафедрой электрических машин в ЛПИ имени М. И. Калинина и ВНИИЭлектромашем создал свою научную школу электромеханики, подготовил много молодых учёных и высококвалифицированных специалистов (И. М. Постников и др.).

## Печатные работы М. П. Костенко
- Теория и расчет коллекторным машин переменного тока 1963.
- Коллекторные машины переменного тока, ч. 1, Л., 1933, 1956
- Турбогенераторы, Л. —М., 1939 (совместно с А. Е. Алексеевым)
- Электрические машины, [ч. 1—2], М.—Л., 1944—49
- Электромагнитные процессы в системах с мощными выпрямительными установками, М.—Л., 1946 (совместно с др.)
- Моделирование электрических машин и трансформаторов при экспериментальном исследовании устойчивости параллельной работы электрических станций, «Труды Ленинградского политехнического ин-та», 1946, № 1 (совм. с Е. Д. Трейвишем)
- Электродинамическая модель для исследования устойчивости, «Электричество», 1950, № 9
- Моделирование электромашинного оборудования при излучении устойчивости параллельной работы энергосистем, связанных с дальними линиями передач, «Известия АН СССР. Отдел. технич. наук», 1953, № 12.

## Адреса в Санкт-Петербурге
- проспект Добролюбова, 21 а — жил 1919—1941, 1944—1976 ;[4][5]
- Политехническая улица 29 — работал 1918—1941, 1944—1961;
- Дворцовая набережная, 18 — работал с 1950 по 1976 год[4].

## Память
- На доме по адресу проспект Добролюбова, 21а в 1979 году была установлена мемориальная доска (архитектор Т. Н. Милорадович)[6].
- На здании по адресу Дворцовая набережная, 18 в 1979 году была установлена мемориальная доска (архитектор Т. Н. Милорадович).
- На здании по адресу Политехническая улица, 29 в 2005 году была установлена мемориальная доска (архитектор А. И. Киенко).